# キ107 (航空機)
東京航空 キ107
- 用途：練習機
- 分類：初歩練習機
- 設計者：井上真六[1]
- 製造者：東京航空
- 運用者：大日本帝国陸軍
- 初飛行：1943年10月[1]
- 生産数：42 - 46機
- 運用状況：退役

キ107は、第二次世界大戦時に開発された大日本帝国陸軍の練習機。設計・製造は東京航空。全木製の初歩練習機で資材不足の中では重要な戦力になると期待されたが、量産が進まないまま終戦を迎えた。

## 概要
東京航空は主に民間機の開発、製作を行っていた小規模航空機メーカーであったが、太平洋戦争開戦直後の1941年（昭和16年）末に木製の初歩練習機の自主開発を開始した。この計画に日本陸軍が着目し、1943年（昭和18年）7月にキ107の制式名称で試作機の発注が行われた。本機は低翼単葉機で、工程簡素化のため直線的なシルエットで設計され、かつ、転覆した時の搭乗員保護のため、前後座席の間に鉄パイプのロールオーバーフープを設けていた。
試作1号機は1943年（昭和18年）10月に完成した（その前に荷重試験機が1機試作されている）。陸軍による審査は1944年（昭和19年）1月末まで行われたが概ね良好で、採用が決定し、新潟県の村上にある東京航空の工場で量産を開始した。しかし、小規模メーカー故に大量生産に不慣れだったため量産は進まず、終戦までに46機（42機、45機説もある）完成しただけだった。完成機の一部は、実際に教育部隊に配属されたと言われる。

## 本機の評価について
キ107の性能、生産機数については正反対の説がある。概説は主に野原茂の著作を参考としたが、『日本陸軍キ番号カタログ』（文林堂刊）によれば、試作機1機がテスト中墜落したため以後の開発は中止されたとある。また、本機の性能についても良好というものから機体設計が悪く劣悪というものまであり、一定していない。ただ、同時期に同様の性格を持つ四式基本練習機（キ86）が大量生産されており、全木製ということ以外に本機に価値があったかどうかは疑問の余地はあるが、その後の大型木製輸送機キ105などの開発技術に貢献した事は評価される。

## スペック
- 全長： 8.055 m
- 全幅： 10.02 m
- 全高： 2.25 m
- 主翼面積： 15.44 m2
- 自重： 590 kg
- 全備重量： 829 kg
- エンジン： 日立 ハ47 空冷倒立直列4気筒エンジン110 HP×1
- 最大速度：  197 km/h
- 航続距離：  475 km
- 実用上昇限度： 2,900 m
- 上昇率： 1,000 m/8'00
- 乗員： 2名